# A. Sajti Enikő
A. Sajti Enikő (Nagyszalonta, 1944. szeptember 13. –) magyar történész,  egyetemi tanár, professor emerita, a Balkán, Jugoszlávia és a délvidéki magyar kisebbség 20. századi történetének jeles és elismert kutatója.

## Életpályája
1967-ben végzett a József Attila Tudományegyetem (JATE) Bölcsészettudományi Karán (BTK) történelem–orosz szakon. 
Pályáját középiskolai tanárként kezdte, 1973-ban lett a JATE BTK Új- és Legújabbkori Egyetemes Történeti Tanszékének tudományos munkatársa, majd docense, 1985 és 1995 között e tanszék vezetője. 1991-től az SZTE BTK oktatási dékánhelyettese 1994-ig.
1984-ben a történettudomány kandidátusa, 2003-ban történettudomány (MTA) doktora fokozatokat és címeket szerezte meg. 1998-ban habilitált.
1999-ben a JATE – 2000-től immár a Szegedi Tudományegyetem (SZTE) – Újkori Egyetemes Történeti és Mediterrán Tanulmányok Tanszékének egyetemi tanára lett. 
2001 és 2014 között az SZTE BTK Történettudományi Doktori Iskola Modernkori Programjának alprogramvezetője, a doktori iskola törzstagja, a Történettudományi Doktori Iskola Tanácsának tagja. A Pécsi Tudományegyetem Interdiszciplináris Doktori Iskolájának meghívott előadója volt. 2014-től az SZTE BTK professor emeritája.
Több alkalommal kutatott külföldön – Belgrádban, Zágrábban és Újvidéken. Számos hazai és nemzetközi tudományos konferencián vett részt. Eddig 12 monográfiája és 150 tudományos közleménye jelent meg itthon és külföldön.

## Egyetemi, tudományos tisztségei
- JATE BTK Kari Tudományos Bizottság titkára (1984–1987)
- JATE BTK Új- és Legújabbkori Egyetemes Történeti Tanszék, tanszékvezető (1985–1995)
- JATE BTK Kari Tudományos Bizottság alelnöke (1987–1988)
- JATE Rehabilitációs Bizottság tagja (1990–1991)
- JATE BTK oktatási dékánhelyettes (1991–1994)
- SZTE BTK Történettudományi Doktori Iskola Tanácsának tagja (2005–2014)
- TIT Csongrád megyei Szervezetének alelnöke (1988–1993)
- MTA Kelet-Európai Komplex Bizottság tagja (1985–1991)
- MTA Köztestületének tagja
- Századok, szerkesztőbizottsági tag
- Múltunk – Tanácsadó Testület tagja
- Történelmi Társulat Igazgatóválasztmányának tagja, alelnöke
- Történettudományi Bizottság
- Szegedi Területi Bizottság

## Díjai, elismerései
- Széchenyi Professzori Ösztöndíj (1998–2001)
- Szent-Györgyi Albert-díj (Oktatási Minisztérium), 2008[1]
- Pedagógus Szolgálati Emlékérem (Emberi Erőforrások Minisztériuma), 2013
- Délvidék Kutatásáért Emlékérem (Délvidék Kutatóközpont), 2015
- Aranydiploma (SZTE), 2017[2][3][4]

## Művei

### Könyvei
- Székely telepítés és nemzetiségpolitika a Bácskában – 1941. = Nemzetiségi füzetek 6., Akadémiai Kiadó, Budapest, 1984.
- Délvidék 1941–1944. A magyar kormányok délszláv politikája. Kossuth Kiadó, Budapest, 1987. ISBN 963 09 3078 1
- Josip Broz Tito. (Polonyi Péter: Mao Ce-tung) Fekete-fehér. Pannonica Kiadó, 2000, 163-307. pp. ISBN 963 9252 24 7
- Hungarians in the Voivodina 1918–1947 = Atlantic Studies on Society in Change No.110. Highland Lakes, New Yersey, 2003. (ford.: Brian Mc Lean) ISBN 0-88033-522-X
- Impériumváltások, revízió, kisebbség. Magyarok a Délvidéken 1918–1947. Napvilág Kiadó, Budapest, 2004. ISBN 963 9350 37 0
- Bűntudat és győztes fölény. Magyarország, Jugoszlávia és a délvidéki magyarok. Szeged, 2010. ISBN 978-963-482-974-4
- Mađari u Vojvodini 1918–1947. Izdavački zavod Forum, Novi Sad, 2010. ISBN 978-86-323-0799-5
- Kisebbségpolitika és társadalomszervezés. Várady Imre (1867–1959) bánáti magyar politikus iratai. Forum Könyvkiadó, 2016. ISBN 978-86-323-0966-1
- "Kis Bácskából süvít a szél...". Összeomlás, hatalomátvétel, kisebbségpolitika a Délvidéken, 1918–1947; Kronosz, Pécs, 2023
- Kisebbségben – Délvidéken. Várady Imre (1867–1959); Kronosz, Pécs, 2024 (Sziluett)

### Cikkei
- Útkeresés. A Jugoszláv Kommunista Párt nemzetiségpolitikai koncepciójának formálódása az 1920-as években. Századok, 1979/3. 376–420.
- Ismeretlen dokumentum az 1942 januári délvidéki razzia résztvevőinek peréről. (Társszerző Markó György), Hadtörténeti Közlemények, 1985. 2. sz. XXXII. évf. 426–456.
- Territoriale Revision und die Nationalitatenverhaltnisse. Ethnicity and Society in Hungary. Ferenc Glatz (ed.): Etudes Historiques Hongroises 1990 publiées a l'occasion du XVIIe Congrés International des Sciences Historiques par le Comité National des Historiens Hongrois. Budapest, 1990. 393–406.
- A háború előtti évek. Serfõzõ Lajos (szerk.): Szeged története. 4. 1919–1944. Sorozatszerkesztõ Kristó Gyula. Szeged, 1994. 447–472.
- Changes in the Situation of the Hungarian Minority in Yugoslavia during the Period of Royal Dictatorship (1929–1941)  Chronica. Annual of the Institute of History University of Szeged. 2001. Volume 1. 128–152.
- Az impériumváltás hatása a délvidéki magyarok társadalomszerkezetére. Limes, 2002. 2. sz. 41–50.
- Impériumváltás, magyarellenes megtorlások, kitelepítések és a konszolidáció feltételeinek kialakulása a Délvidéken 1944–1947. Századok, 2002., 136. évf., 5. sz. 1061–1114.
- The former ‘Southlands’ in Serbia: 1918–1947. The Hungarian Quarterly. Volume 47. No. 181. Spring 2006. 111–124.
- Ötvenhatos menekültek Jugoszláviában. A magyar-jugoszláv hazatelepítési bizottságok tevékenysége 1956–1957-ben. In.: Az 1956-os forradalom visszhangja a szovjet tömb országaiban. Évkönyv, XIV. 2006–2007. Budapest, 1956-os Intézet. 2007. 201–212.
- A „kommunizmus mostohagyermekei”: a magyar kisebbség elleni megtorlások a Délvidéken (a Vajdaságban) – a kutatás eredményei és kérdőjelei. Létünk. Társadalom, tudomány, kultúra. Forum Könyvkiadó, Újvidék, XXXVIII. évfolyam, 2008. 3. szám. 28–42.
- Egy kommunista káder a külügyben 1945–1948: Rex József. Forrás, 41. évf, 2009. 7–8. szám. 89–109.
- „Én ezeket magamtól meg sem írtam volna...” Katolikus egyházi források a magyarok elleni partizánmegtorlásokról a Bácskában.  In: Gecsényi Lajos – Izsák Lajos (szerk.): Magyar történettudmány az ezredfordulón. Glatz Ferenc 70. születésnapjára. ELTE Eötvös Kiadó – MTA Társadalomkutató Központ, Budapest, 2011. 567–575.
- Háború, kisebbségpolitika, megtorlás: magyarok és szerbek 1941–1945. Élet és Irodalom, 2011. LV. évfolyam, 36. sz. 3–4., 12. o.
- A magyar vagyonok kisajátítása, államosítása Jugoszláviában 1945 után. Eksproprijacija i nacionalizacija mađarske svojine u Jugoslaviji nakon 1945. In.: A. Sajti Enikő – Juhász József – Molnár Tibor (szerk.): A titói rendszer megszilárdulása a Tisza mentén (1945–1955). Konsolidacija Titovog režima na Potisju (1945–1955) = Hajnal Jenő (szerk.): A titói jugoszlávia levéltári forrásai 4. Arhivski izvori titove Jugoslavije 4. Zentai Történelmi Levéltár, Magyar Nemzeti Levéltár Csongrád Megyei Levéltára, Zenta=Senta, Szeged=Segedin, 2013.. 133–159., 327–354.
- „A nemzeti lelkiismeret őrállója”. Cseres Tibor: Hideg napok és a „még hidegebb napok”. Forrás, 47. évf. 2015. 4. sz. 97–106.
- „A mai napon megszűnt a szabadság szeplőtlen fogantatása.” Várady Imre hétköznapjai a Bánátban 1941–1945. In: Gyarmati György – Pihurik Judit (szerk.): Háborús hétköznapok hadszíntéren, hátországban 1939–1945., Magyar Történelmi Társulat, Kronosz Kiadó, Állambiztonsági Szolgálatok Történeti Levéltára, Budapest–Pécs, 2015. 77–89.
- Svest o krivici i nadmoć pobednika: Mađarska i Jugoslavija 1945–1947. u svetlu mađarskih dokumenata. In: Зоран Јањетовић (ed-in-chief): 1945. крај или нови почетак? / [главни и одговорни уредник Зоран Јањетовић] / – Београд : Институт за новију историју Србије : Музеј жртава геноцида, 2016. – (Библиотека Зборници радова ; бр. 13). Str. 531–555. ISBN 978-86-7005-133-1
- „Hideg emlékezet”, vagy befogadó emlékezetkultúra? A magyar történetírás a partizán megtorlásokról., Gálffy, László és Sáringer, János (szerk.): Fehér Lovag: tanulmányok Csernus Sándor 65. születésnapjára (magyar nyelven), Szeged: Lazi Könyvkiadó; SZTE BTK Középkori Egyetemes Történeti Tanszék, 422–429. o. (2015). Hozzáférés ideje: 2017. augusztus 17. ISBN 978 963 267 270 0